# Simijova
Simijova (cyr. Симијова) – wieś w Bośni i Hercegowinie, w Republice Serbskiej, w gminie Bileća. W 2013 roku liczyła 58 mieszkańców.